# Nakajima C6N
Chiếc Nakajima C6N Saiun (彩雲, "đám mây rực rỡ") là một kiểu máy bay trinh sát hoạt động trên tàu sân bay của Hải quân Đế quốc Nhật Bản trong Thế Chiến II. Một kiểu máy bay tiên tiến vào thời đó, nó là loại máy bay nhanh nhất mà Nhật Bản từng đưa vào hoạt động trong chiến tranh. Phe Đồng Minh đặt cho nó tên mã là Myrt.

## Thiết kế và phát triển
Chiếc C6N có nguồn gốc từ một yêu cầu của Hải quân Đế quốc Nhật Bản vào năm 1942 về một kiểu máy bay trinh sát hoạt động trên tàu sân bay có tốc độ tối đa 350 hải lý/giờ (650 km/h) và tầm bay xa 2.500 hải lý (4.960 km). Đề xuất ban đầu của hãng Nakajima, tên gọi N-50, là một máy bay hai động cơ công suất 1.000 mã lực bố trí dọc trong thân cung cấp động lực cho hai bộ cánh quạt ngoài cánh. Với sự phát triển của kiểu động cơ Nakajima Homare công suất 2.000 mã lực, kiểu cấu hình này bị hủy bỏ và Nakajima quay lại kiểu sắp xếp một động cơ truyền thống. Tuy nhiên, công suất của động cơ Homare tỏ ra thấp hơn so với dự kiến ban đầu, nên thiết kế phải được tối ưu hóa bù lại ở những khu vực khác. Kết quả là chiếc máy bay được thiết kế quanh một thân hình trụ dài và khá hẹp, đường kính chỉ đủ chứa động cơ. Đội bay ba người được bố trí ngồi dọc dưới một nóc buồng lái chung, trong khi các thiết bị cũng được bố trí tương tự dọc trong thân. Cấu hình cánh mỏng gắn thấp của C6N bố trí các thùng nhiên liệu bên trong và được trang bị cả cánh tà Fowler, cánh tà chia tách (split flap) và cánh tà phụ mép trước (leading edge slats) nhằm làm giảm tốc độ hạ cánh của máy bay để dễ dàng hoạt động trên tàu sân bay. Giống như chiếc máy bay ném bom-ngư lôi B6N "Tenzan" của Nakajima trước đó, bánh lái đuôi chéo một góc hướng ra trước để được sắp xếp gọn trên sàn nâng máy bay của tàu sân bay.
Chuyến bay đầu tiên diễn ra vào ngày 15 tháng 5 năm 1943, và chiếc nguyên mẫu đạt được tốc độ 639 km/h. Tính năng của kiểu động cơ Homare khá thất vọng, đặc biệt công suất khi bay ở cao độ lớn và một loạt 18 chiếc máy bay nguyên mẫu và máy bay tiền sản xuất khác được tiếp tục chế tạo cho đến khi Sauin cuối cùng được chấp thuận đưa vào sản xuất hàng loạt từ tháng 2 năm 1944.

## Lịch sử hoạt động

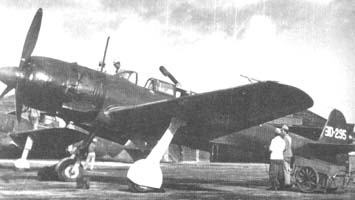
Nakajima C6N-1S.

Cho dù được thiết kế để hoạt động trên tàu sân bay, khi nó được đưa ra sử dụng vào tháng 9 năm 1944, chỉ còn lại ít tàu sân bay cho nó hoạt động, nên đa số phải hoạt động từ đất liền. Tốc độ của nó được minh họa bằng một bức điện nổi tiếng sau đây được gửi đi sau một phi vụ thành công: "Không có chiếc Grumman nào bắt kịp tôi." ("我に追いつくグラマンなし").
Có tổng cộng 379 chiếc được sản xuất. Một nguyên mẫu đơn áp dụng bộ turbo tăng áp và bộ cánh quạt bốn cánh do Yokosuka thực hiện trở thành một phiên bản gọi là C6N2 Saiun-kai. Một phiên bản tiêm kích bay đêm C6N1-S với một khẩu pháo 30 mm (hoặc hai khẩu 20 mm) bắn chéo lên trên (cấu hình Schräge Musik), và một phiên bản máy bay ném ngư lôi C6N1-B cũng được phát triển. Chiếc C6N1-B được phát triển bởi Nakajima trở nên không còn cần thiết sau khi những chiếc tàu sân bay của Nhật Bản bị tiêu diệt. Khi những chiếc máy bay ném bom Đồng minh tiến đến các đảo Nhật chính quốc, nảy sinh nhu cầu cần có một kiểu tiêm kích bay đêm hàng đầu. Điều này đưa đến việc Nakajima phát triển chiếc C6N1-S bằng cách thay thế quan sát viên bằng hai khẩu pháo 20 mm. Hiệu quả của chiếc C6N1-S bị ngăn trở do thiếu hụt radar không đối không, cho dù nó đủ nhanh để hầu như không bị các máy bay tiêm kích Đồng Minh đánh chặn.
Mặc dù có tốc độ và tính năng bay cao, chiếc C6N1 lại là chiếc máy bay cuối cùng bị bắn rơi trong Thế Chiến II. Chỉ năm phút sau đó, chiến tranh kết thúc và mọi máy bay Nhật phải nằm lại trên mặt đất.

## Các phiên bản
Nguyên mẫu 17-Shi
Trang bị động cơ Nakajima NK9B Homare 11 gồm 18 xy lanh làm mát bằng gió, công suất 1.820 mã lực lúc cất cánh, 1.600 mã lực tại độ cao dưới 2.000 mét và 1.500 mã lực tại 6.500 mét, quay bộ cánh quạt 4 lá kim loại cố định tốc độ (bước dịch chuyển)
C6N-1Phiên bản trinh sát hai chỗ ngồi dành cho Hải quân Đế quốc Nhật Bản.:Trang bị động cơ Nakajima NK9H Homare 21 gồm 18 xy lanh làm mát bằng gió, công suất 1.990 mã lực lúc cất cánh, 1.870 mã lực tại độ cao dưới 2.000 mét và 1.700 mã lực tại 6.500 mét, quay bộ cánh quạt 3 lá kim loại cố định tốc độ (bước dịch chuyển) (C6N và C6N-1S)
C6N-1BPhiên bản đề xuất máy bay ném bom - phóng ngư lôi. Không chế tạo
C6N-1SMột số nhỏ chiếc C6N-1 được cải biến thành phiên bản tiêm kích bay đêm.
C6N-2Một chiếc nguyên mẫu trang bị động cơ turbo tăng áp Nakajima NK9K-L Homare 24 công suất 1.980 mã lực (1.476 kW) cho cất cánh, 1.780 ở cao độ 9.000 mét, quay bộ cánh quạt 4 lá kim loại cố định tốc độ (bước dịch chuyển). (C6N2 và C6N3)

http://www.combinedfleet.com/ijna/c6n.htm

## Các nước sử dụng
Nhật Bản
- Hải quân Đế quốc Nhật Bản

## Đặc điểm kỹ thuật (C6N1)

### Đặc tính chung
Nguồn: Japanese Aircraft of the Pacific War 
- Đội bay: 03 người
- Chiều dài: 11,00 m (36 ft 1 in)
- Sải cánh: 12,50 m (41 ft 0 in)
- Chiều cao: 3,95 m (13 ft 0 in)
- Diện tích bề mặt cánh: 25,5 m² (274 ft²)
- Lực nâng của cánh: 176 kg/m² (36 lb/ft²)
- Trọng lượng rỗng: 2.968 kg (6.543 lb)
- Trọng lượng có tải: 4.500 kg (9.900 lb)
- Trọng lượng cất cánh tối đa: 5.260 kg (11.596 lb)
- Động cơ: 1 x động cơ Radial Nakajima Homare-21 18 xy lanh, bố trí làm 2 hàng, làm mát bằng không khí, công suất 1.990 mã lực (1.485 kW)

### Đặc tính bay
- Tốc độ tối đa: 610 km/h (379 mph) tại cao độ 6.100 m (20.000 ft)
- Tốc độ hành trình: 390 km/h (210 hải lý/giờ, 242 mph)
- Tầm bay tối đa: 5.310 km (3.300 miles) (với nhiên liệu phụ trợ) [6]
- Trần bay: 10.740 m (35.235 ft)
- Lực nâng trên cánh: 176 kg/m² (36.2 lb/ft²)
- Tốc độ lên cao: 12,3 m/s (2.415 ft/min)
- Tỉ lệ công suất/khối lượng: 0,33 kW/kg (0,20 hp/lb)

### Vũ khí
- 1 x súng máy 7,92 mm Kiểu 1 gắn di động bắn ra phía sau

## Nội dung liên quan

### Trình tự thiết kế
C3N - C4A - C5M - C6N

### Danh sách liên quan
- Danh sách máy bay chiến đấu
- Danh sách máy bay quân sự Nhật Bản
- Danh sách máy bay trong Chiến tranh Thế giới II